# Asia Ortega
Asia Ortega i Leiva (* 18. Mai 1995 in Barcelona) ist eine spanische Schauspielerin.

## Leben und Karriere
Asia Ortega Leiva wurde am 18. Mai 1995 in Barcelona geboren. Sie ist Tochter eines argentinischen Vaters und einer spanischen Mutter, die ebenfalls eine Schauspielerin ist. Ihr Debüt gab sie 2017 in dem Film Cuando los ángeles duermen. Danach war sie 2018 in dem Film Tu hijo zu sehen. Anschließend wurde Ortega 2019 für die Serie Les de l'hoquei gecastet. Unter anderem trat sie 2019 in Más de 100 mentiras auf.
2020 bekam sie in dem Film Malnazidos eine Nebenrolle. Im selben Jahr spielte Ortega in dem Film Hasta el cielo die Hauptrolle. Februar 2022 wurde bekannt gegeben, dass sie in der Netflixserie Hasta el cielo mitspielen würde.

## Filmografie
Filme
- 2018: Cuando los ángeles duermen
- 2018: Tu hijo
- 2020: Hasta el cielo
- 2021 Malnazidos – Im Tal der Toten (Malnazidos)
- 2024: El rei Peret (Fernsehfilm)

Serien
- 2017: Centro médico
- 2019: Más de 100 mentiras
- 2019–2020: Les de l'hoquei
- 2021: El inocente
- 2021–2023: Das Internat: Las Cumbres (El internado: Las Cumbre)
- 2022: Hasta el cielo
- 2023: Urban. La vida es nuestra
- 2024: Cites